# Grodziszcze-Kolonia
Grodziszcze-Kolonia (dawniej Przegorzały, niem. Brandmühle) – kolonia wsi Grodziszcze w Polsce, położona w województwie dolnośląskim, w powiecie ząbkowickim, w gminie Stoszowice.
W latach 1975–1998 kolonia należała administracyjnie do województwa wałbrzyskiego.
Do końca 2017 roku samodzielna kolonia Grodziszcze.